# 2022 au Liban
Chronologie du Liban
- 2018
- 2019
- 2020
- 2021
- 2022
- 2023
- 2024
- 2025
- 2026

Cet article présente les faits marquants de l'année 2022 au Liban ou concernant ce pays.

## Évènements
- 24 janvier : Saad Hariri se retire de la vie politique[1].
- 21 mars : Riad Salamé, gouverneur de la Banque du Liban est inculpé pour enrichissement illicite[1].
- 15 mai : élections législatives libanaises de 2022 afin de renouveler les 128 membres de la Chambre des députés du Liban pour un mandat de quatre ans.
- 22 septembre : un bateau de migrants parti de Minieh fait naufrage au large de la Syrie[1].
- 29 septembre : l'élection présidentielle libanaise de 2022-2025 a lieu à partir du 29 septembre 2022 afin d'élire le président de la République.
- 11 octobre : accord entre Israël et le Libal sur le tracé de la frontière maritime entre les deux pays[1].
- 31 octobreLa pandémie de Covid-19 au Liban démarre officiellement le 21 février 2020. À la date du 31 octobre 2022, le bilan est de 10 706 morts.

## Cinéma
- À vendredi, Robinson, film franco-helvético-irano-libanais réalisé par Mitra Farahani et sorti en 2022.
- On se connaît… ou pas (أصحاب… ولا أعزّ, litt Amis… et pas plus chers), comédie dramatique réalisé par Wissam Smayra.

## Sport
- Le Liban participe aux Jeux olympiques d'hiver de 2022 à Pékin en Chine du 9 au 20 février 2022. Il s'agit de sa dix-huitième participation à des Jeux d'hiver.
- Championnat du Liban de football 2021-2022. le champion est le Al Ahed Beyrouth dont c'est le 8ème titre.